# Фонология
Фоноло́гия (от греч. φωνή «звук» + λόγος «учение») — раздел лингвистики, изучающий структуру звукового строя языка и функционирование звуков в языковой системе. Основной единицей фонологии является фонема, основным объектом исследования — противопоставления (оппозиции) фонем, образующие в совокупности фонологическую систему языка.
Большинство специалистов рассматривают фонологию (учение о функциональной стороне звуков речи) как раздел (часть) фонетики (учения о звуках речи); некоторые (среди них, в частности, такие видные фонологи, как Н. С. Трубецкой и С. К. Шаумян) рассматривают эти две дисциплины как непересекающиеся разделы лингвистики.
Отличие фонологии от фонетики состоит в том, что предмет фонетики не сводится к функциональному аспекту звуков речи, но охватывает наряду с этим также её субстанциальный аспект, а именно: физический и биологический (физиологический) аспекты: артикуляцию, акустические свойства звуков, их восприятие слушающим (перцептивная фонетика).
Создателем современной фонологии считается учёный польского происхождения Иван (Ян) Александрович Бодуэн де Куртенэ, работавший в том числе в России. Выдающийся вклад в развитие фонологии внесли также Николай Сергеевич Трубецкой, Роман Осипович Якобсон, Лев Владимирович Щерба, Аврам Ноам Хомский, Моррис Халле.

## Важнейшие понятия фонологии

### Фонемы, аллофоны и оппозиции
Основное понятие фонологии — фонема, минимальная языковая единица, обладающая в первую очередь смыслоразличительной функцией. Проявление фонемы в речи — фон, конкретный отрезок звучащей речи, обладающий определёнными акустическими свойствами. Число фонов потенциально бесконечно, однако в каждом языке они распределены по разным фонемам в зависимости от устройства каждого фонологического набора. Фоны, принадлежащие к одной фонеме, называются аллофонами.
Ключевую роль в фонологии также имеет понятие противопоставления (оппозиции). Две единицы считаются противопоставленными, если существуют так называемые минимальные пары, то есть пары слов, не различающиеся ничем, кроме данных двух единиц (например, в русском: том — дом — ком — ром — сом — ном — лом). Если два данных фона вступают в такую оппозицию, они относятся к разным фонемам. Напротив, если два фона находятся в дополнительном распределении, то есть не встречаются в одном и том же контексте, — это необходимое (но не достаточное) условие для отнесения их к одной фонеме. Так, в русском языке никогда не встречаются в одном контексте [a] (как в слове мат) и [’а’] (как в слове мять): первый звук произносится только между твёрдыми согласными (и/или гласными), второй — только между двумя мягкими согласными. Таким образом, они могут относиться к одной фонеме (при выполнении других необходимых условий). Напротив, в немецком языке похожие звуки являются единственными различителями слов: Ähre — [’ὲ:rә] (колос) и Ehre — [’é:rә] (честь), и поэтому они относятся к разным фонемам.

### Различительные признаки
Каждый член любого противопоставления отличается от другого благодаря различным фонологическим признакам. Так, начальный звук слова дом отличается от начального звука слова том тем, что в его образовании участвует голос, то есть он является звонким. Точно так же последний звук слова мох отличается от последнего звука слова мок (от мокнуть) тем, что первый является щелевым, а второй — взрывным. Все языковые оппозиции можно представить таким образом: конечно, существуют и такие оппозиции, члены которых различаются более чем одним признаком: ср. провёл — прочёл.
Признаки, по которым противопоставляются в данном языке фоны разных фонем, называются различительными, или дифференциальными. Набор различительных признаков зависит от устройства фонологической системы данного языка. Так, в английском или тайском различительным является признак наличия придыхания у согласных: первые звуки англ. pin и bin различаются именно наличием либо отсутствием придыхания. Напротив, в русском или итальянском языке придыхание не является различительным признаком: если произнести русское слово пил с придыханием после первого согласного, его значение не изменится. В русском или ирландском языках противопоставлены твёрдые (непалатализованные) и мягкие (палатализованные) согласные, ср. русское вол — вёл. Напротив, в английском веляризованное и невеляризованное [l] являются аллофонами: pill произносится с веляризованным [ɫ], а lip — с обычным [l] (распределение зависит от позиции звука в слоге).
Система различительных признаков может строиться на бинарной основе, когда члены противопоставляются по принципу наличия и отсутствия артикуляции (напр. [+голос] для звонких согласных — [-голос] для глухих согласных), либо на привативной основе, когда только наличие артикуляционной характеристики является признаком, а её отсутствие не регистрируется в системе (напр. [голос] для звонких согласных — [ ] для глухих согласных). Привативная система признаков широко используется в теории геометрии признаков и в теории оптимальности.

### Типы оппозиций
В книге Н. С. Трубецкого «Основы фонологии» описывается несколько принципов классификации оппозиций. Наибольшую известность получила классификация, связанная с характером участвующих в противопоставлении дистинктивных признаков:
- Привативные оппозиции — такие оппозиции, в которых один из членов обладает указанным свойством, а другой — нет. Примером может служить противопоставление по звонкости/глухости: звонкому согласному присуща вибрация голосовых связок, а глухому — нет. Член привативной оппозиции, которому присуще наличие признака, называется маркированным (тот, у которого признак отсутствует, соответственно, немаркированным);
- Эквиполентные оппозиции — такие оппозиции, в которых оба значения дистинктивного признака логически равноправны, ни одно из них не является простым отрицанием другого. Типичный пример эквиполентной оппозиции — противопоставление разных локальных рядов (место образования согласных);
- Градуальные оппозиции — такие оппозиции, члены которых различаются степенью проявления какого-либо признака. Таковы, например, противопоставления по подъёму у гласных или оппозиция кратких, полудолгих и долгих гласных.

Во многих направлениях фонологии существует тенденция использовать только привативные оппозиции: два других типа соответственно представляются как появляющиеся в результате взаимодействия нескольких бинарных привативных противопоставлений см., например, #Порождающая фонология. Понятие маркированности сыграло очень большую роль в развитии структурализма (не только в лингвистике) и остаётся в центре многих теоретических дискуссий.
Кроме того, Трубецкой проводил классификацию фонологических оппозиций и по другим критериям: например, одномерные и многомерные (по числу участвующих в противопоставлении признаков).

### Нейтрализация
Ещё одно важное понятие фонологии — нейтрализация оппозиций, то есть неразличение элементов, обычно выступающих в противопоставлении. Типичный пример нейтрализации: оглушение звонких согласных в конце слова, характерное для русского или немецкого языков. Позиция, в которой противопоставление снимается, называется позицией нейтрализации, или слабой позицией. Для каждого противопоставления может существовать своя позиция нейтрализации: так, для оппозиции глухих и звонких шумных в русском языке сильной является позиция перед гласным, а слабой — позиция перед шумным согласным (кроме [v]), а для противопоставления твёрдых и мягких согласных слабой является только позиция перед другим шумным (в конце слова возможны и твёрдые, и мягкие, ср. мол — моль.
Фонологическая единица, находящаяся в слабой позиции, в классической («пражской») фонологии Трубецкого называется архифонемой, однако в других школах предлагаются другие понимания механизма нейтрализации.

### Сегменты и другие фонологические единицы
В первую очередь фонология, особенно классическая, занималась системой фонем, то есть функционированием сегментов, однако в сферу её компетенции входят и другие явления. Сюда можно отнести типологию и несанкционированные акцентных систем и — шире — изучение других просодических средств, таких как тон, метрическая структура, интонация и т. д. Кроме того, при некоторых пониманиях фонологии туда включаются различные морфонологические процессы, очевидным образом связанные с фонемным составом языковых единиц, их просодической характеристикой и проч.: сюда относятся, например, эпентеза, редупликация, усечение и тому подобное.
В фонологии распространена аллоэмическая номенклатура: в работах можно часто встретить такие понятия, как тонема (и аллотон), то есть минимальная смыслоразличительная тоновая единица, хронема (минимальная единица длительности) и так далее; впрочем, не во всех направлениях фонологии такое чёткое разделение считается полезным (см. #Автосегментная фонология).

## Фонологическая типология
О фонологической типологии см. подробнее Вокалические системы, Консонантные системы
В задачи фонологии, помимо частноязыковых описаний, входит описание различных систем гласных и согласных фонем. Структура этих систем определяется набором и типом формирующих эти системы оппозиций, что, в свою очередь, требует предварительного выделения набора релевантных для данного языка фонологических признаков и приписывания этих признаков каждой фонеме: даже для структурно и генетически близких языков иногда нужно принимать разные решения. Например, в части диалектов ирландского языка противопоставляются глухие придыхательные и звонкие непридыхательные согласные, причём смыслоразличительным является признак глухости-звонкости, а придыхание является предсказуемым. Напротив, в других диалектах звонкость не имеет фонологического значения, автоматически сопровождая дистинктивную непридыхательность. При этом существенно, что и в тех, и в других диалектах фрикативные противопоставлены по звонкости-глухости; соответственно, структура консонантной системы в целом в этих двух группах диалектах различается весьма сильно.
В типологии вокалических систем принято разделение на очень редкие линейные (абхазский, аранда), прямоугольные и треугольные системы. В треугольных системах (характерных, например, для большинства европейских языков или языков банту) важнейшим парадигматическим отношением является оппозиция по подъёму, гласные фонемы сосредоточены в «крайних точках» вокалического треугольника (редки гласные центрального ряда). В прямоугольных системах (зачастую связанных с развитием гармонии гласных) весьма существенной является оппозиция ряда, но и подъёма, для таких языков весьма характерны чередования, связанные именно с рядом (как, например, тюркская гармония гласных).

## Универсальные фонологические классификации
В работе Трубецкого было предложено, помимо прочего, исчисление дистинктивных признаков, встречающихся в разных вокалических и консонантных системах. Тем не менее он не делал чёткого различия между признаками, связанными с артикуляторными свойствами (например, «место образования»), и акустическими признаками, такими как «корреляция помутнения» (примерно соответствует напряжённости-ненапряжённости гласных). В работе Р. О. Якобсона, М. Халле и Г. Фанта была предложена универсальная классификация сегментов по дистинктивным признакам, связанным с акустическими характеристиками речевого сигнала. Позже большое распространение получила универсальная фонологическая классификация Хомского — Халле, предложенная в работе Н. Хомского и М. Халле, основанная скорее на артикуляторных признаках сегментов. В некоторых современных теориях понятие признака играет даже бо́льшую роль, чем собственно понятие фонемы; иногда место традиционных признаков занимают другие единицы, например артикуляторный жест. Существуют и такие теории, которые рассматривают сегменты не просто как пучки, но как иерархически организованные множества признаков, что позволяет ограничить набор возможных операций над сегментами.

## Развитие фонологии

### «Основы фонологии» и пражский кружок
Взгляды Н. С. Трубецкого, изложенные им в ряде работ 1920-х и 1930-х годов, нашли отражение в вышедшей посмертно книге «Основы фонологии». В этой работе вводится многие из описанных выше понятий (такие как «фонема», «нейтрализация», «оппозиция»), а также содержится типологический очерк известных к тому моменту в языках мира звуковых систем.
К Трубецкому по взглядам были близки многие члены Пражского лингвистического кружка, в особенности его ученик Р. О. Якобсон. В то же время многие идеи Трубецкого, в частности разделение фонологии на «фонемику» (дисциплину, изучающую организацию звуковых систем и типы соотношения между фонемами) и «архифонемику» (морфонологию), отвечающую за такие явления, как нейтрализации и чередования, не получили значительного развития.

### Структуралистская фонология после Трубецкого
Фонологическая теория, развитая в работах Н. С. Трубецкого, оказала большое влияние на развитие не только лингвистики, но и гуманитарного знания в целом. Теоретический аппарат оппозиций, в основном благодаря работам Р. О. Якобсона, получил широкое применение и в других областях лингвистики, прежде всего в морфологии (см. также тагмемика); кроме того, концепции Трубецкого были важны для развития антропологии благодаря К. Леви-Стросу.

#### Американский структурализм
Критерии, используемые Трубецким, были весьма близки тем основанным на дистрибуции методам, которые в то время активно разрабатывались в американском дескриптивизме, в работах Леонарда Блумфилда, Морриса Сводеша и других. К структуралистам был отчасти близок по своим взглядам Эдвард Сепир. В частности, в известной работе «Sound patterns in language» он подчёркивал, что лингвистическая значимость артикуляционных событий обусловлена не их физической природой, а тем, как они соотносятся с другими событиями в системе данного языка: так, звук, производимый при задувании свечи, с акустической точки зрения похож на звук, фигурирующий в ряде разновидностей английского языка в словах which или white ([ʍ]), однако лингвистическая их значимость совершенно разная.
В американской структуралистской фонологии было разработано понятие о двух уровнях репрезентации. Эти два уровня вводились для анализа фактов наподобие оглушения конечных звонких в языках типа немецкого или русского. Так, для Трубецкого звуковая последовательность [rat] анализировалась в фонологических терминах как /raT/, с архифонемой (единицей с неполным набором признаковых спецификаций) в конечной позиции (где произошла нейтрализация). Фонологическая репрезентация /raT/ при этом соотносится с двумя лексическими единицами, орфографически Rad 'колесо' и Rat 'совет'. В процессуальной трактовке, предлагаемой американскими структуралистами, эти две единицы имеют разный фонемный состав, соответственно /rad/ и /rat/ (ср. формы родительного падежа Rates и Rades); постулируется правило, переводящее /d/ в /t/ в позиции конца слова. При этом в ранних версиях американского структурализма число уровней не превышает двух, даже если это требует крайне нетривиальных правил перехода между ними.

#### Европейские школы структурализма
Использование чисто формальных, дистрибутивных критериев получило наибольшее распространение в оригинальной концепции работавших в Дании учёных, в первую очередь Л. Ельмслева, получившей название глоссематики. В области изучения звуковых систем Ельмслев настаивал, в частности, на разделении субстанции (чисто формальных отношений между создающими значимость языковыми единицами) и формы (тех признаков языковых единиц, которые имеют отношение к физическим свойствам их проявлений).
Оригинальную концепцию фонологического строя языков предложили также британский исследователь Дж. Р. Фёрс и его лондонская школа структурализма. В модели Фёрса значительную роль играло понятие просодии, понимаемое как создающая значимость единица, охватывающая более одного сегмента (фона); тем самым роль уменьшалась классического фонемного анализа и в то же время давался достаточно простой анализ таких явлений, как, к примеру, ассимиляция.
Идеи структурализма развивались и в СССР, в частности в рамках Московской (Р. И. Аванесов) и Ленинградской (Л. В. Щерба) фонологических школ.

### Универсальные классификации и порождающая фонология
Значительные успехи в развитии инструментальной фонетики привели к тому, что многие обобщения относительно звукового строя языков мира получили прочную фонетическую основу. Первой значительной работой, где ставилась цель создания универсальной классификации возможных звуков естественного языка, стала книга Р. О. Якобсона, Гуннара Фанта и Морриса Халле «Предварительные положения анализа речи». В этой работе предпринятая попытка представить универсальную классификацию различительных сегментов на основе их акустических коррелятов.
Развитие порождающей фонологии принято связывать с работой Морриса Халле «Звуковой строй русского языка». Халле заметил, что многие феномены, с фонетической точки зрения являющиеся очень похожими, в рамках традиционных фонологических моделей описываются совершенно по-разному. В качестве примера он приводил ассимиляцию по звонкости (сандхи в русском языке): в традиционном описании озвончение в синтагме [mog bɨ] (соответствует орфографическому мок бы) может описываться как чередование двух фонем (так как /k/ и /g/ в русском языке несомненно являются разными фонемами, ср. кора и гора). В то же время совершенно аналогичный процесс озвончения в синтагме [ʒedʒ bɨ] (жечь бы) описывается в иных терминах (аллофонического варьирования). Халле утверждал, что описание в терминах универсальной классификации звуков (согласно которой признак звонкости является различительным как для /g/, так и для /dʒ/), является более адекватным реальному функционированию языковой системы.
Наиболее весомый вклад в утверждение генеративной фонологии внесла работа Н.Хомского и М.Халле «Звуковой строй английского языка» («The Sound Pattern of English», SPE). В ней впервые были сформулированы положения о том, что грамматика языка (её фонологический аспект) представляет собой набор звуков/сегментов и правил их преобразования (phonological rules). Правила могут применяться как произвольно, так и в определённом порядке. Понятие фонемы, аллофона и слога были исключены из терминологического арсенала. Согласно принципам SPE, сегмент подвергается трансформации в определённом окружении; причём последнее может характеризоваться как сегмент, обладающий определёнными характеристиками, либо как последовательность из определённого количества сегментов. Система представления фонологических правил включает набор дифференциальных признаков, имеющих значение «+/-». Только наиболее существенные признаки используются в формуле представления правила. Например, оглушение звонких согласных на конце слова в русском языке в системе правил генеративной фонологии записывается как
[+голос ] --> [-голос] / ____ # (знак # символизирует границу слова)
```
+согласный          
-сонорный
```

В большинстве случаев, порядок применения правил оказывается необходимым условием для адекватного описания фонологических преобразований. Некоторые правила могут применяться несколько раз (циклически) на разных этапах морфологической деривации. Так, правило удаления сверхкратких (ь, ъ) в русском языке применяется каждый раз при добавлении к основе морфем, содержащих эти сегменты. Положения SPE о цикличности в процессе деривации были в дальнейшем развиты в теории лексической фонологии (П.Кипарский, Г. Е. Буи, Е.Рубах).
Другим направлением развития генеративной фонологии стали автосегментная фонология (Дж. Голдсмит) и развившиеся на её основе теории слога (Дж. Клементс и С. Кейзер) и геометрии признаков (Дж. Клементс). В рамках данной теории слог и его части, сегменты, а также тоны и дифференциальные признаки рассматриваются как отдельные самостоятельные элементы фонологической системы. Признаки образуют иерархическую структуру, подчинённую сегменту, но они могут меняться независимо от сегмента. Так например, процесс ассимиляции трактуется как операция отделения признака от корня сегмента и его ассоциации с соседним сегментом. Существуют различные направления в теории геометрии признаков, в которых по-разному определяется набор дифференциальных признаков, описывающих место образования сегмента. Признак может соответствовать либо основному активному артикулятору (губы, кончик языка, спинка языка, и пр.), либо пассивному артикулятору (альвеолы, нёбо, и т. д.). Геометрия признаков стала основной репрезентативной теорией для современных фонологических школ США.
Основной фонологической теорией в настоящее время является теория оптимальности (А. Принс и П. Смоленский). В рамках этой теории концепция последовательного применения правил порождения была заменена на концепцию выбора оптимальной формы в соответствии с некоторой группой ограничений. Теория оптимальности описывает грамматику языка как процесс взаимодействия трёх основных компонентов: GEN (генератор) — компонент, отвечающий за порождение бесконечного числа возможных форм (кандидатов) на основе лексических морфем, CON (ограничения) — набор универсальных ограничений, применяемых к поверхностным формам, и EVAL (оценка) — компонент, который осуществляет отбор оптимальной формы-кандидата и отсев кандидатов, не соответствующих ограничениям. Теория оптимальности исходит из представления, что подобные ограничения являются универсальными для всех языков, могут конфликтовать друг с другом, применяются мгновенно и образуют строгую иерархию. Более поздние трактовки теории оптимальности признают также, что отдельные ограничения могут и не находиться в отношениях иерархии между собой. В теории оптимальности разные языки отличаются только порядком ранжирования ограничений. Теория оптимальности критиковалась с различных позиций, но наибольшую критику вызывает невозможность теории адекватно объяснить случаи фонетической нерегулярности (opacity), когда в процессе преобразования исходной формы в поверхностную требуется наличие промежуточных форм.

## Современные фонологические теории

### Ленинградская фонологическая школа
Наши фонемы речевосприятия оказываются идентичны тому понятию фонем, которое развивает Ленинградская фонологическая школа (ЛФШ). Основатель этой школы — академик Лев Владимирович Щерба работал в первой половине XX века в Петербурге — Петрограде — Ленинграде. Он и его ученики ориентировались на задачу преподавания иностранных языков, постановке правильного произношения. Большинство учебников иностранных языков в своей фонетической части использует понятия и терминологию, развитую Щербой. Сама фонологическая теория Щербы лучше всего была представлена в его учебнике «Фонетика французского языка». В дальнейшем эти же концепции были поддержаны исследователями, занимающимися инструментальным изучением звуковой речи и конструированием систем автоматического распознавания речи.

### Московская фонологическая школа
Концепция фонем речепроизводства оказывается совпадающей с фонологической системой согласно теории Московской фонологической школы (МФШ). Ярким представителем этой школы является Александр Александрович Реформатский. Главные работы, в которых сформулированы взгляды этого направления, посвящены описанию родного (русского) языка.
Первоначально каждая фонологическая школа рассматривала свои построения как единственно верное учение о звуковом строе языка. С течением времени, однако, преимущественно в недрах Московской школы, возобладала тенденция всестороннего обсуждения проблем и синтеза фонологических теорий. Первую попытку такого синтеза предпринял один из основателей МФШ Рубен Иванович Аванесов. Он выдвинул концепцию «слабых фонем», которые наряду с «сильными» входят в состав языковых знаков. Если фонема речевосприятия — это множество не различаемых звуков, определяемых позицией в речи, фонема речепроизводства — это программа выбора того или иного звука в зависимости от позиции, то слабая фонема Аванесова — это набор дифференциальных признаков (тех и только тех), которые необходимо указать для определения звука в данной позиции. С точки зрения устройства языкового механизма фонемы Аванесова действительно занимают промежуточное положение между фонемами речепроизводства и речевосприятия. Они ассоциируются с командами на исполнительные органы речи, выработанными программами реализации знаков с целью создания того или иного акустического эффекта, соответствующего необходимой фонеме речевосприятия.

### Пражская фонологическая школа
Московская фонологическая школа
Другую фонологическую теорию, промежуточную между теориями ЛФШ и МФШ, разработала так называемая Пражская фонологическая школа (ПФШ), возникшая в Праге одновременно с МФШ и ЛФШ трудами российских лингвистов, эмигрировавших от революции. Именно эта школа стала наиболее известна на Западе, и её виднейший представитель Николай Сергеевич Трубецкой считается основателем и классиком мировой фонологии. Аналогично Аванесову Трубецкой различает в составе слова два рода звуковых единиц — фонемы и архифонемы. Архифонемы выступают в тех случаях, когда условия речевой цепи не дают возможности распознать, какая именно фонема речепризводства явилась основанием для появления данного звука. Понятие архифонемы, по существу, совпадает с понятием слабой фонемы Аванесова. Другое истолкование явлению нейтрализации различий фонем в речевой цепи дал московский фонолог Пётр Саввич Кузнецов в концепции гиперфонемы. Гиперфонема представляет собой множество всех фонем, которые могут дать данный звук. Такая единица с точки зрения устройства языкового механизма соответствует выработке системы гипотез относительно сопоставления воспринятой слухом цепочки фонем речевосприятия тому или иному знаку (слову), представленному в памяти цепочкой фонем речепроизводства.

### Американская фонология
В те же годы — в начале XX века — в Соединённых Штатах развивалась школа дескриптивной фонологии, которая решала задачи описания языков американских индейцев. Их концепция была близка взглядам Ленинградской фонологической школы, В частности, американские дескриптивисты наиболее чётко сформулировали процедуру членения речевого потока на фонемы речевосприятия. В поствоенные годы под влиянием успехов компьютерной техники американские лингвисты впервые прямо поставили вопрос о техническом моделировании языковой способности. Пионером этих работ был американский лингвист Ноам Хомский. Его работы основали направление, называемое генеративной лингвистикой. Её задача была поставлена как построение формальной модели (автомата) производства (генерации) правильных высказываний на конкретном языке. Фонологическая часть генеративной теории возникла благодаря работам выходца из России Романа Осиповича Якобсона, который в связи со Второй мировой войной эмигрировал из Праги (где он был видным членом Пражской школы) в Америку. Описывая генерацию (производство) речи, генеративная фонология естественным образом пришла к концепции, близкой Московской фонологической школе. Правда, нужно сказать, что вначале генеративисты пытались слишком абстрактно трактовать производство речи как действие некого формального исчисления, вроде алгебры, что, впрочем, привело к возникновению в рамках математики теории формальных языков, которая к языкознанию уже имеет косвенное отношение. Общая схема фонетического речепроизводства в генеративной фонологии состоит в том, что языковые знаки путём последовательных преобразования по языковым правилам трансформируются из внутреннего (глубинного) представления в фонемах речепроизводства в поверхностное представление речевыми звукотипами. Принимая терминологию генеративистов, можно назвать фонемы речепроизводства глубинными фонемами, а фонемы речевосприятия — поверхностными фонемами.